# Assuão (província)
Assuão (português europeu) ou Assuã (português brasileiro) (em árabe: محافظة أسوان‎; romaniz.: Muhāfazat Aswān) é uma província (moafaza) do Egito sediada em Assuão. Possui 62 726 quilômetros quadrados e segundo censo de 2018, havia 1 515 840 habitantes.